# Курон
Курон (фр. Couronne) насеље је и општина у западној Француској у региону Поату-Шарант, у департману Шарант која припада префектури Ангулем.
По подацима из 2011. године у општини је живело 7267 становника, а густина насељености је износила 252,15 становника/km². Општина се простире на површини од 28,82 km². Налази се на средњој надморској висини од 100 метара (максималној 137 m, а минималној 31 m).

## Демографија
| 1962. | 1968. | 1975. | 1982. | 1990. | 1999. | 2011. |
| ----- | ----- | ----- | ----- | ----- | ----- | ----- |
| 5.257 | 5.394 | 5.901 | 6.076 | 6.295 | 6.861 | 7.267 |

График промене броја становника у току последњих година